# Parafia Matki Bożej Różańcowej w Szczecinie
Parafia pod wezwaniem Matki Bożej Różańcowej w Szczecinie – parafia rzymskokatolicka należąca do dekanatu Szczecin-Pomorzany, archidiecezji szczecińsko-kamieńskiej, metropolii szczecińsko-kamieńskiej. Jedna z parafii rzymskokatolickich w Szczecinie. Została erygowana w 1946. Siedziba parafii mieści się w Szczecinie przy ulicy Lwowskiej. Parafię prowadzą Salezjanie.

## Historia
4 kwietnia 2020 r. podczas nabożeństwa w kościele należącym do parafii miała miejsce interwencja policji w związku z naruszeniem przez miejscowych wiernych i duchowieństwo rzymskokatolickie narodowej kwarantanny, wprowadzonej przez polski rząd na skutek globalnej pandemii koronawirusa SARS-CoV-2. Ówczesne regulacje przeciwepidemiczne ograniczały maksymalną liczbę uczestników zgromadzeń publicznych i uroczystości religijnych do 5 osób, natomiast w świątyni zgromadziło się kilkadziesiąt wiernych. Interweniujący policjanci skierowali sprawę do sanepidu celem wszczęcia stosownego postępowania administracyjnego wobec miejscowej parafii. Zdarzenie to było komentowane w ogólnopolskich środkach masowego przekazu.